# Antonio Zapata y Cisneros
Antonio Zapata y Cisneros, también llamado Antonio Zapata y Mendoza, (Madrid, 8 de octubre de 1550 - Barajas, Madrid. 27 de abril de 1635) fue obispo de Cádiz y Pamplona, arzobispo de Burgos y cardenal, consejero de estado de Felipe III, virrey de Nápoles e inquisidor general del reino.

## Carrera eclesiástica
Fue el segundo hijo de Francisco Zapata de Cisneros, I conde de Barajas, y de María Clara de Mendoza; sobrino nieto del cardenal Cisneros.
Estudió en Salamanca, graduándose en cánones; fue nombrado canónigo e inquisidor de Toledo y más tarde de Cuenca, donde su tío Gómez Zapata era obispo.  En julio de 1587 renunció al título nobiliario que le correspondía por sus derechos de primogenitura en favor de su hermano Diego, y en noviembre del mismo año fue ordenado obispo de Cádiz a instancias de Felipe II, siendo consagrado por el cardenal Gaspar de Quiroga;  durante su obispado mandó levantar a su costa parte de la muralla de la ciudad.
En mayo de 1596 fue destinado a la diócesis de Pamplona.  En 1599 fue nombrado consejero de estado, y en septiembre del año siguiente Felipe III le concedió el arzobispado de Burgos, en cuyo cargo contribuyó a la ornamentación de la catedral de la ciudad.
En junio de 1604 Clemente VIII lo nombró cardenal con el título de San Mateo en Merulana, tras lo cual renunció al arzobispado y marchó a Roma, donde residió los años siguientes; participó en el cónclave de 1605 en el que fue elegido papa Pablo V y fue inquisidor de la ciudad.
En 1617 regresó a España, trayendo consigo los restos de San Francisco de Borja.  Dos años después impuso el capelo cardenalicio al cardenal infante Fernando de Austria.

## Obispo de Cádiz (1587-1596)
Su huella en la historia de Cádiz se explica por varios motivos. En sus primeros años, deseó resolver las diferencias que tradicionalmente mantenían el Obispado y el Cabildo Catedral en torno al cobro de las rentas decimales y otras rentas. Logró una concordia entre ambas partes en el año 1593, respaldada por el papa Clemente VIII (1596).  
Fue uno de los impulsores de la reforma tridentina en su diócesis, muestra de ello sería la celebración del Sínodo diocesano de marzo de 1591. Fray Jerónimo de la Concepción le atribuye como hecho positivo, la definitiva reglamentación de las ceremonias y uso del traje eclesiástico, a imitación de la Iglesia de Toledo.  Se le atribuye la creación de Seminario Conciliar  (1596),  para el servicio de la Catedral, bajo la advocación de San Bartolomé, y con constituciones muy similares al salmantino de la misma advocación.  
Financió la construcción de parte del lienzo de la muralla de la ciudad y por su voluntad se labró el convento de religiosas de la Candelaria.

## Virrey de Nápoles

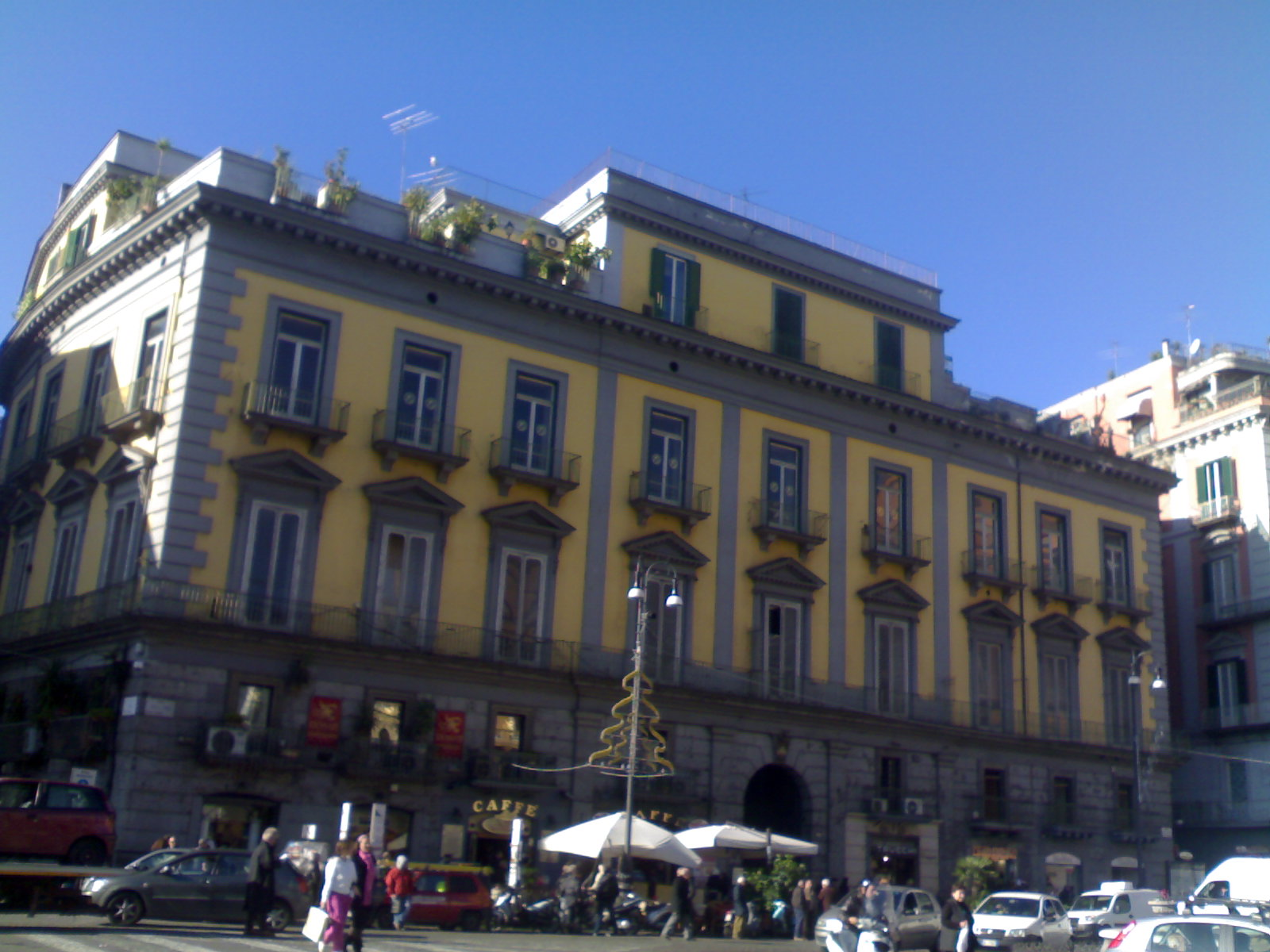
Palacio del Cardenal Zapata en Nápoles, erigido durante su virreinato.

En septiembre de 1620 Felipe III le dio el cargo de virrey de Nápoles, adonde llegó a finales de año.
A la muerte del papa Pablo V, ocurrida al mes siguiente, Zapata viajó a Roma, donde participó en el cónclave en el que fue elegido el nuevo papa Gregorio XV; durante su ausencia, de menos de un mes, Nápoles quedó bajo el gobierno de Pedro de Toledo y Leiva, general de las galeras del reino.
Durante el virreinato de Zapata el país sufrió una grave carestía provocada por la sistemática falsificación de moneda;  las inclemencias meteorológicas, que dejaron aislado el reino durante varios meses impidiendo el comercio, vinieron a sumarse a la precaria situación de los napolitanos, que protestaron airadamente contra su gobierno llegando en varias ocasiones a la agresión física contra el virrey. En diciembre de 1622 Zapata fue sucedido en el cargo por el V duque de Alba Antonio Álvarez de Toledo y Beaumont y regresó a España
.

## Regreso a España

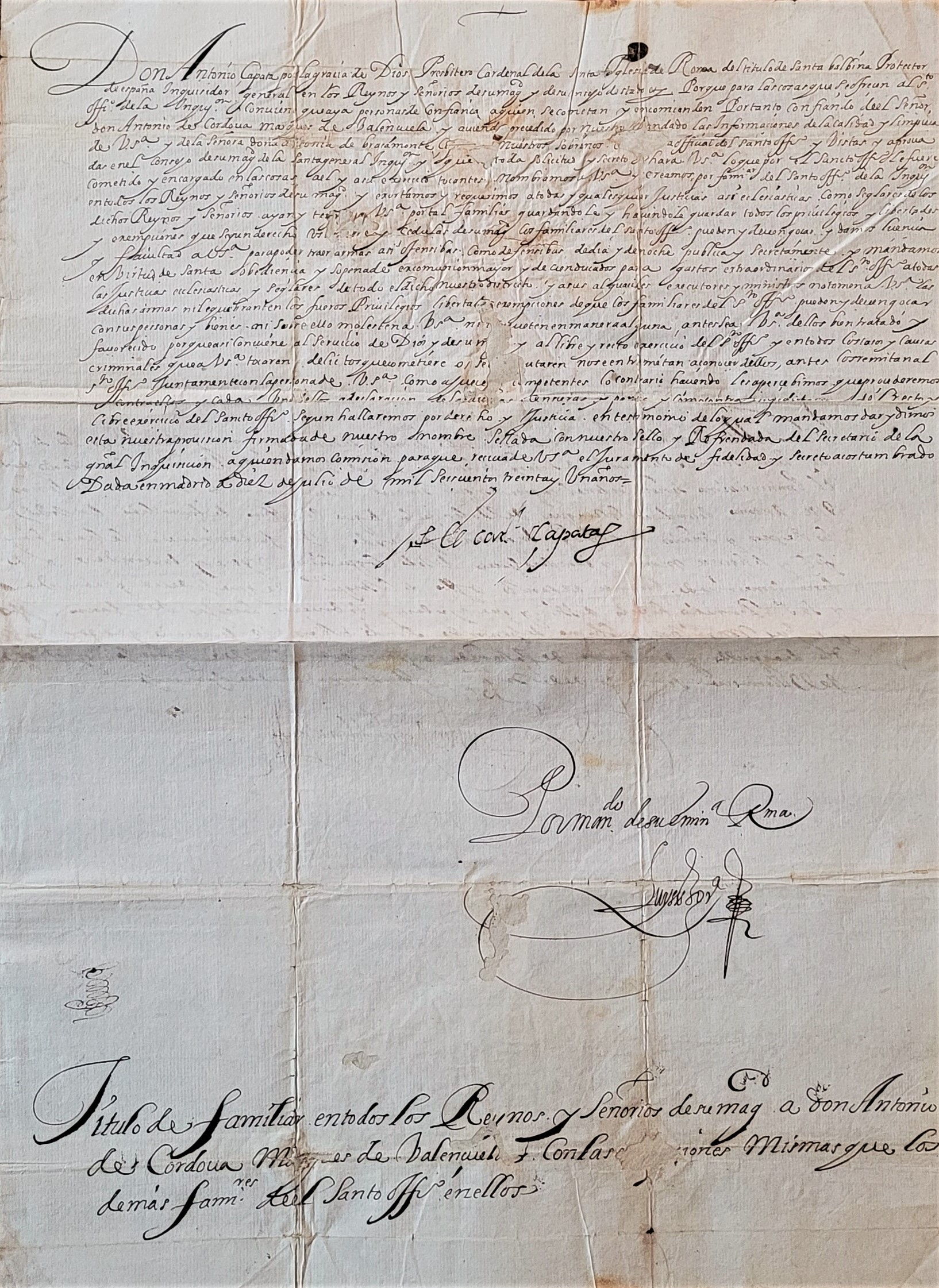
Documento de Antonio Zapata y Cisneros, 1631

Tras su regreso a España, en 1625 se le encargó la administración del arzobispado de Toledo durante la minoría de edad del arzobispo titular, el cardenal infante Fernando de Austria. Mediante una bula otorgada en enero de 1627 por el papa Urbano VIII se le concedió el puesto de inquisidor general del reino.  Cinco años después, ya octogenario, su avanzada edad le llevó a renunciar a todos sus cargos y a retirarse a Barajas; aquejado de una enfermedad que le impidió el habla, fue trasladado a Madrid, donde murió en abril de 1635.  Sus restos fueron enterrados en el convento de Nuestra Señora de la Concepción de los franciscanos descalzos, fundado por su padre en Barajas.
Escribió un libro titulado Discurso de la obligación en conciencia y justicia que los prelados tienen en proveer las dignidades y beneficios eclesiásticos, dedicado al infante cardenal; fue publicado en Madrid en 1629.